# Paweł Bogdanowicz (koszykarz)
Paweł Bogdanowicz (ur. 4 marca 1987) – polski koszykarz grający na pozycjach niskiego skrzydłowego, obecnie zawodnik Polonii Bytom.
W sezonie 2012/2013 był zawodnikiem klubu Rosa Radom, który grał w Polskiej Lidze Koszykówki.
W sezonie 2021/2022 został zawodnikiem drugoligowej Polonii Bytom.
Jest żonaty z Martyną Niemczyk-Bogdanowicz, z którą ma córkę Julię.

## Przebieg kariery
- 2003–2005: Zagłębie Sosnowiec
- 2006–2007: Cracovia
- 2007–2008: Znicz Pruszków
- 2008–2011: MKS Dąbrowa Górnicza
- 2011–2012: Sokół Łańcut
- 2012–2013: Rosa Radom
- 2013–2014: KKK MOSiR Krosno
- 2014–2015: Zagłębie Sosnowiec
- 2015–2018: Pogoń Prudnik
- 2018–2019: GKS Tychy
- 2019-2020: MCKiS Jaworzno
- 2020-2021: TS Wisła Chemart Kraków
- od 2021: BS Polonia Bytom.

## Osiągnięcia
Stan na 23 maja 2022.
Drużynowe
- Awans do I ligi:
  - z Polonią Bytom (2022)